# Mohamed Attaibi
Mohamed Attaibi (Amsterdam, 23 ottobre 1987) è un giocatore di calcio a 5 olandese.

## Carriera
Nato nei Paesi Bassi da una famiglia di origine marocchina, Attaibi è cresciuto nel settore giovanile dell'Ajax fino ai 16 anni, quando ha deciso di cimentarsi con il calcio a 5. Già titolare della Nazionale Under-21 di calcio a 5 dei Paesi Bassi, con cui ha partecipato nel 2008 al campionato europeo di categoria, il 28 ottobre del 2008 ha esordito con la Nazionale maggiore.